# Les Indifférents (mini-série, 1988)
Pour les articles homonymes, voir Gli indifferenti.
Les Indifférents (Gli indifferenti) est une mini-série anglo-italienne en deux épisodes de 100 minutes, réalisée par Mauro Bolognini d'après l'œuvre de Alberto Moravia et diffusée en Italie les 21 octobre 1988 et 22 octobre 1988 sur Canale 5, et en Grande-Bretagne. Il s'agit de la secondeune adaptation du premier roman d'Alberto Moravia, Gli Indifferenti, publié en 1929 à Milan.
En France, la mini-série de 200 minutes a été réduite en un téléfilm  de 120 minutes, diffusé le 1er décembre 1988 sur La Cinq

## Historique
Cette mini-série se démarque des productions populaires berlusconiennes. Elle fait partie de téléfilms haut de gamme lancée par le groupe Reteitalia pour concurrencer les programmes de la RAI.

## Synopsis
Le sujet de la fiction respecte le texte original de Moravia qui observe avec une perspicacité désenchantée une certaine société décadente. Ici, nous sommes dans la famille Ardengo, bourgeoise mais ruinée par une crise financière. Leo Merumeci est un personnage cynique et sans scrupules prêt à dilapider le patrimoine familial. Pour poursuivre son but, il n'hésite pas à mettre fin à sa relation avec la veuve d’Ardengo et à prendre pour maîtresse sa fille Carla, malgré l'opposition de l'autre fils, Michele.

## Fiche technique
- Réalisation : Mauro Bolognini
- Production : Ciro Ippolito
- Scénario : Mauro Bolognini, Enrico Medioli
- Photographie : Ennio Guarnieri
- Musique : Ennio Morricone
- Montage : Alessandro Lucidi

## Distribution
- Alessandro Giorgi
- Alessandro Piccinini
- Andrew Lord Miller
- Laura Antonelli
- Peter Fonda
- Isabelle Pasco
- Liv Ullmann
- Annie Belle
- Barbara Giommi
- Cris Campion
- Filippo Deodato
- Floriana De Nobile
- Stefano Davanzati
- Giancarlo Lanzeri
- Giovanni Di Benedetto
- Giovanni Fiaschetti
- Grant Ronald Dudley
- Jean Louis Emile
- Laura Renata Nucci
- Luciano Marin
- Luigi Giuliani
- Maria Sole Gabrielli Scalini
- Massimo Moricone
- Mauro Carli
- Michel Rocher
- Michele Forte
- Monica Bettin
- Olga Pelá
- Patrick King
- Patrizia Natoli
- Peter Pitsch
- Raffaella Fusco
- Rate Furlan
- Riccardo Salvino
- Robert Sampson
- Robert Sommer
- Roberta Marcucci
- Sophie Ward
- Teresa Razzaudi
- Carla Algrandi